# Strokestown
Strokestown (irl. Béal na mBuillí) – miasto w hrabstwie Roscommon w prowincji Connacht w Irlandii, położone przy drodze N5. W 2011 roku liczba mieszkańców wynosiła 814 osób.
We wsi działa Narodowe Muzeum Głodu.